# Koskilinjat
Koskilinjat est une société de transport en commun par autobus à Oulu en Finlande .

## Présentation
Koskilinjat assure le transport local et de banlieue d'Oulu, Haukipudas, Ii, Yli-Ii, Kiiminki et Ylikiiminki.

## Itinéraires locaux et longue distance

### Transport local
| Lieu      | Lignes urbaines        | Lignes régionales                                                 | Lignes de nuit     |
| --------- | ---------------------- | ----------------------------------------------------------------- | ------------------ |
| Oulu      | 1-4/A,5,8-11,14,15,48. | 20-23,25,26,26B,29,34,35,38,38A,38B, 38Y,38AB,38AM,38JL,38BJL,39. | 2N,4N,15N,20N,35N. |
| Rovaniemi | 1-6,8-10.              | 14.                                                               |                    |

### Trafic à longue distance

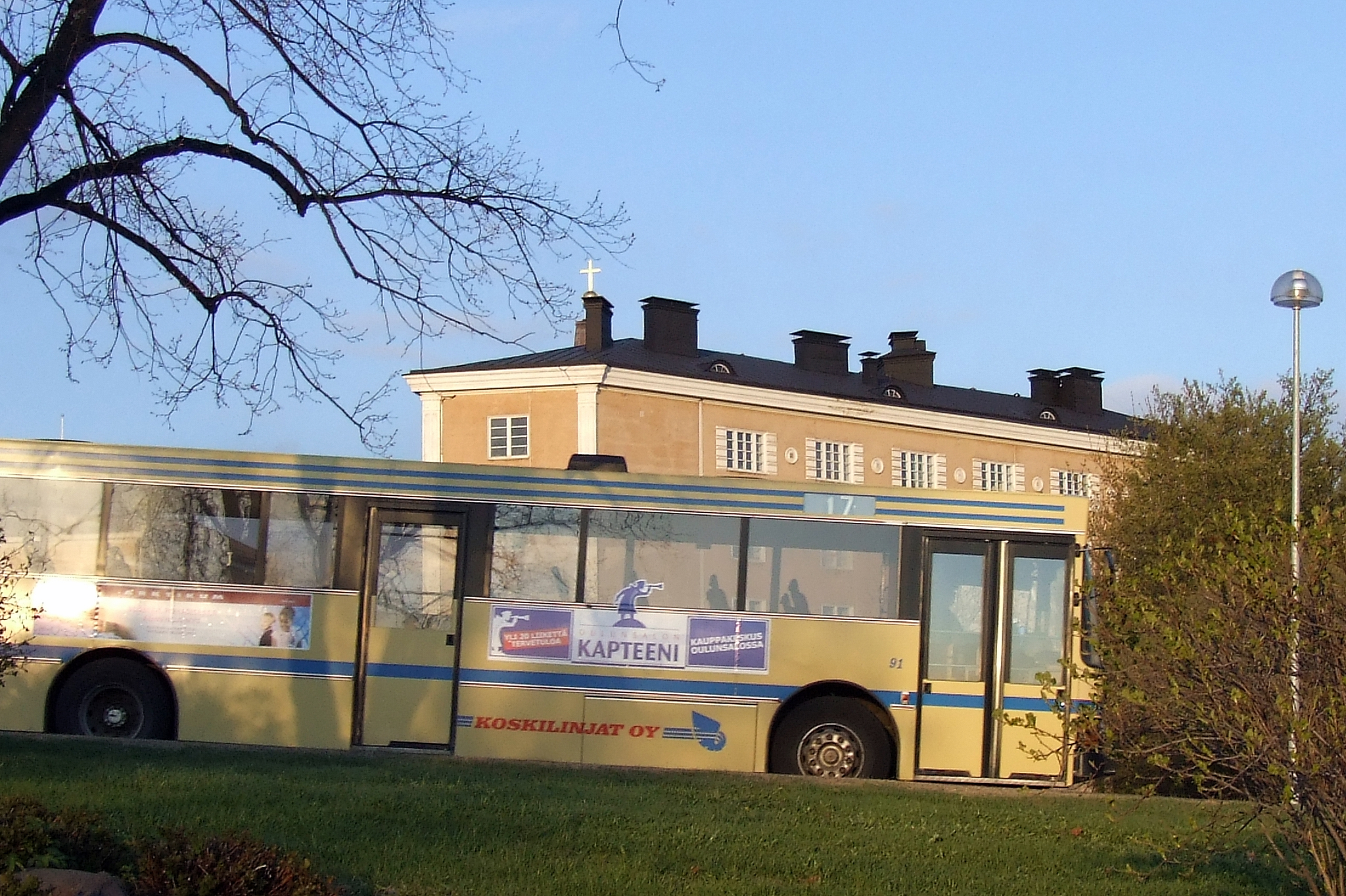
Bus Koskilinjat à Oulu.

| Ligne | Parcours                                             |
| ----- | ---------------------------------------------------- |
| F41   | Oulu-Kemi-Rovaniemi.                                 |
| F42   | Rovaniemi-Sodankylä-Saariselkä-Ivalo.                |
| F43   | Rovaniemi-Kittilä-Levi-Muonio-Enontekiö-Kilpisjärvi. |
|       | Kolari-Muonio                                        |